# Steinkiste im Tempelberger Forst
Die 1871 entdeckte neolithische Steinkiste im Tempelberger Forst liegt in einem Feuchtgebiet, auf einer Erhebung am Südrand der Lebuser Platte, nördlich von Fürstenwalde im Landkreis Oder-Spree in Brandenburg.
Die leicht trapezoide, West-Ost-orientierte und vollständig eingetiefte Steinkiste ist etwa fünf Meter lang, 1,5 m breit und 1,3 m hoch. Die Seitenwände, die mehrere Decksteine trugen, bestehen aus rotem Trebuser Sandstein und einer Kalksteinplatte. Der Boden aus Rollsteinen war mit Lehmestrich überzogen. Der Zugang zur Kammer lag an der östlichen Schmalseite. Er weist die Anlage den Grabkisten zu, die, anders als die echten Steinkisten Zugänge aufweisen und von den Nachfolgerkulturen der Trichterbecherkultur (TBK), primär jedoch in Jütland errichtet wurden.
Am Fundort dieser ungewöhnlich großen Kiste der Kugelamphorenkultur (KAK, cal. 3100–2700 v. Chr.) wurden die Knochen von mindestens sechs Individuen, ein Schweinezahn und eine Schleifplatte sichergestellt. Eine 1986 erfolgte Nachuntersuchung erbrachte teilweise verzierte Keramikbruchstücke der Kugelamphoren-Kultur, Klingen und Feuersteinabschläge.